# Selaginella hupehensis
Selaginella hupehensis là một loài dương xỉ trong họ Selaginellaceae. Loài này được Pamp. mô tả khoa học đầu tiên năm 1910.